# Photographie africaine contemporaine
 (août 2018).
La photographie africaine contemporaine est l’ensemble de la photographie professionnelle réalisée en Afrique depuis la décolonisation, dans les années 1960, par des Africains autochtones et le marché de l’art correspondant.
Parmi ses représentants les plus notoires on peut citer Omar Victor Diop, Samuel Fosso, Seydou Keïta, Malick Sidibé, Michel Kameni Sanlé Sory et Maurice Bidilou dit "Pellosh"
Elle est plutôt limitée à l’Afrique noire.

## Grandes expositions
- 1994 : Exposition Seydou Keïta à la Fondation Cartier, Paris.
- 1994 : Création à Bamako, au Mali, par Françoise Huguier  des Rencontres de Bamako devenues les Rencontres africaines de la photographie.
- 2007 : Malick Sidibé, Lion d’or d’honneur à la Biennale de Venise.
- 2011 : Paris Photo met la photographie africaine contemporaine à l’honneur.
- 2016 : Seydou Keita au Grand Palais.
- 2016 : Paris Photo, 20e édition.
- 2018 : Retrospective Sanlé Sory à l’Art Institute of Chicago[1].
- 2021: Flash B(l)ack du Congo par Maurice Bidilou dit "Pellosh ("Maurice Pellosh)  à L'Espace Beaurepaire. Paris X[2]

## Localisation
La photographie africaine contemporaine est présente sur tout le continent africain avec des spécificités dues à la culture, la religion, le régime politique, etc.